# Umed Mahdi
Umed Mahdi, född 1963 Erbil i Irak är en kurdisk-svensk författare som skriver under pseudonymen Handren.
Han började skriva poesi i slutet av 1970-talet i flera olika kurdiska tidskrifter. Under 1980-talet var Mahdi en så kallad peshmergasoldat i södra Kurdistan. 1986 kom Mahdis första diktsamling och längre fram medverkade han i flera olika svensk-kurdiska tidskrifter men publicerade för första gången på svenska 1994.
Mahdi kom 1990 till Sverige som flykting.

### Medarbetare till
- Hanàr (Granatäpple) / Handren & Hiwa. - Skärholmen : Rahand, 1998. - 60 s. - ISBN 91-973066-7-3

### Medverkat i
- Världen i Sverige : en internationell antologi / av Madeleine Grive och Mehmed Uzun. - Stockholm : En bok för alla, 1995. - 407 s. : ill. - (En bok för alla) - ISBN 91-7448-830-9